# کریستینا اویولاند
کریستینا اویولاند (استونیایی: Kristiina Ojuland؛ زادهٔ ۱۷ دسامبر ۱۹۶۶) سیاست‌مدار اهل استونی است. وی از سال ۲۰۰۲ تا ۲۰۰۵ وزیر امور خارجه استونی بوده‌است.